# Křižanovice u Bučovic
Křižanovice (deutsch Krischanowitz) ist eine Gemeinde in Tschechien. Sie liegt fünf Kilometer südöstlich von Slavkov u Brna und gehört zum Okres Vyškov.

## Geographie

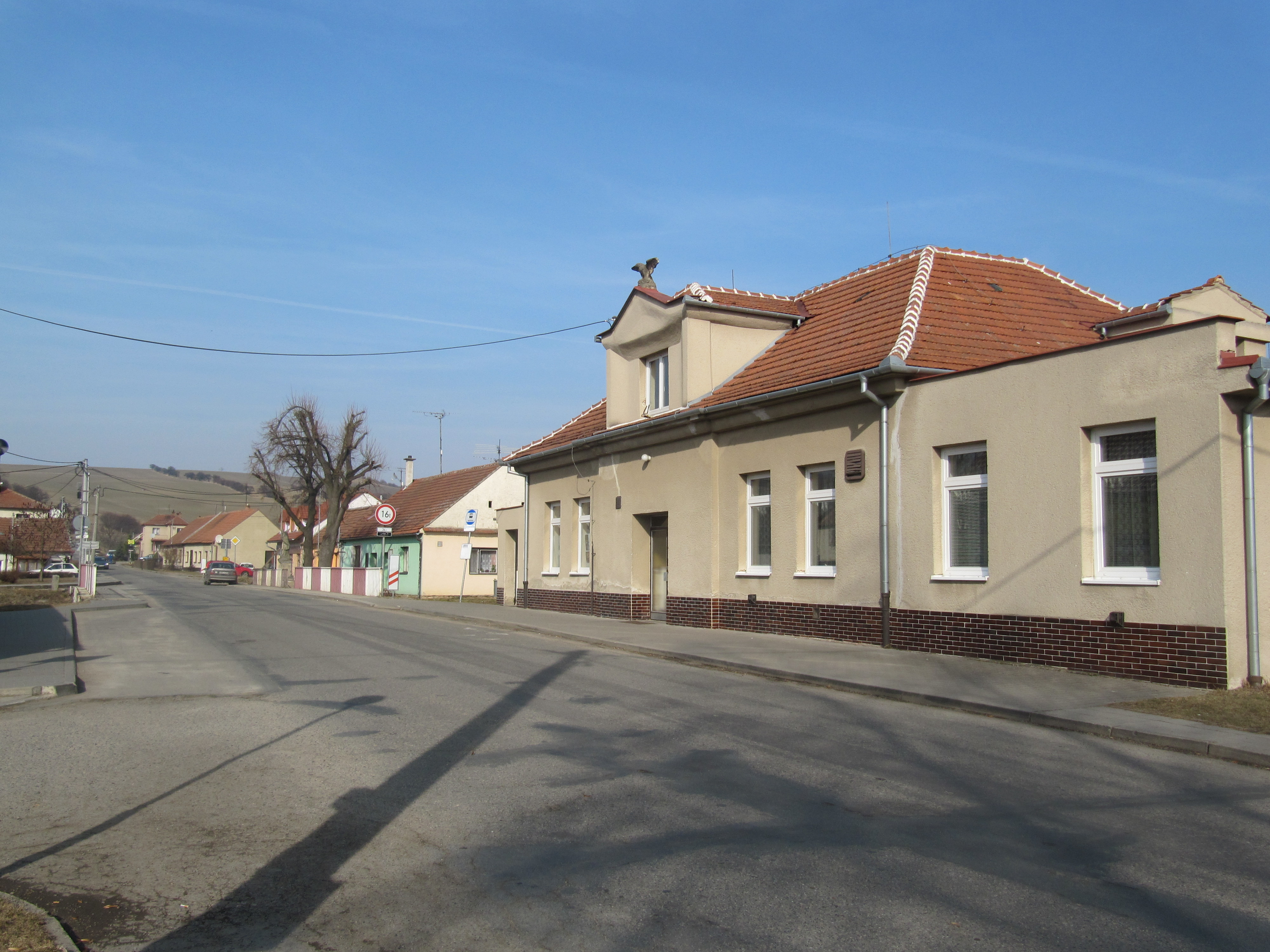
Křižanovice

Křižanovice befindet sich zwischen den Ausläufern der Litenčická pahorkatina und des Steinitzer Waldes im Tal der Litava (Leitha). Der Ortskern des als Angerdorf angelegten Ortes liegt linksseitig der Litava auf einer im Süden durch den Křižanovický potok umflossenen Anhöhe. Im Norden erhebt sich der Vinohrad (336 m). Am rechten Ufer der Litava führen die Staatsstraße I/50/E 50 und die Bahnstrecke von Brno auf den Wlarapass durch Křižanovice, an der der Ort eine Bahnstation besitzt.
Nachbarorte sind Dražovice im Norden, Letonice im Nordosten, Marefy im Osten, Mouřínov im Südosten, Rašovice im Süden, Heršpice im Südwesten, Hodějice und Slavkov u Brna im Westen sowie Němčany im Nordwesten.

## Geschichte
Archäologische Funde belegen eine Besiedlung der Gegend seit der Altsteinzeit.
Die erste schriftliche Erwähnung des Dorfes erfolgte im Jahre 1141 in einer Besitzurkunde des Olmützer Bischofs Heinrich Zdik. Nach zahlreichen Besitzerwechseln erwarb im 16. Jahrhundert Jan Šembera Černohorský von Boskowitz die Güter. Nachdem die Boskowitzer 1597 im Mannesstamme erloschen, fiel Letošov den Liechtensteinern zu. Weitere Besitzer waren die Grafen Kaunitz und die Familie Taul von Rosenthal. Vom 30. November bis 1. Dezember 1805 nächtigten in Křižanovice Zar Alexander I. und Kaiser Franz II., am nächsten Tag nahmen beider an der hl. Messe teil.
Nach der Aufhebung der Patrimonialherrschaften bildete Křižanovice ab 1850 eine Gemeinde in der Bezirkshauptmannschaft Wischau. Im Jahre 1881 entstand ein neues Schulgebäude. Die Freiwillige Feuerwehr gründete sich 1904. Zwischen 1949 und 1959 gehörte die Gemeinde zum Okres Bučovice und kam nach dessen Aufhebung wieder zum Okres Vyškov zurück. Im Jahre 1950 wurde der Kindergarten eingerichtet. 1976 wurde Křižanovice nach Rašovice eingemeindet. 1977 zog die Schule in einen Neubau um. Seit 1990 besteht die Gemeinde Křižanovice wieder.

## Gemeindegliederung
Für die Gemeinde Křižanovice sind keine Ortsteile ausgewiesen.

## Sehenswürdigkeiten

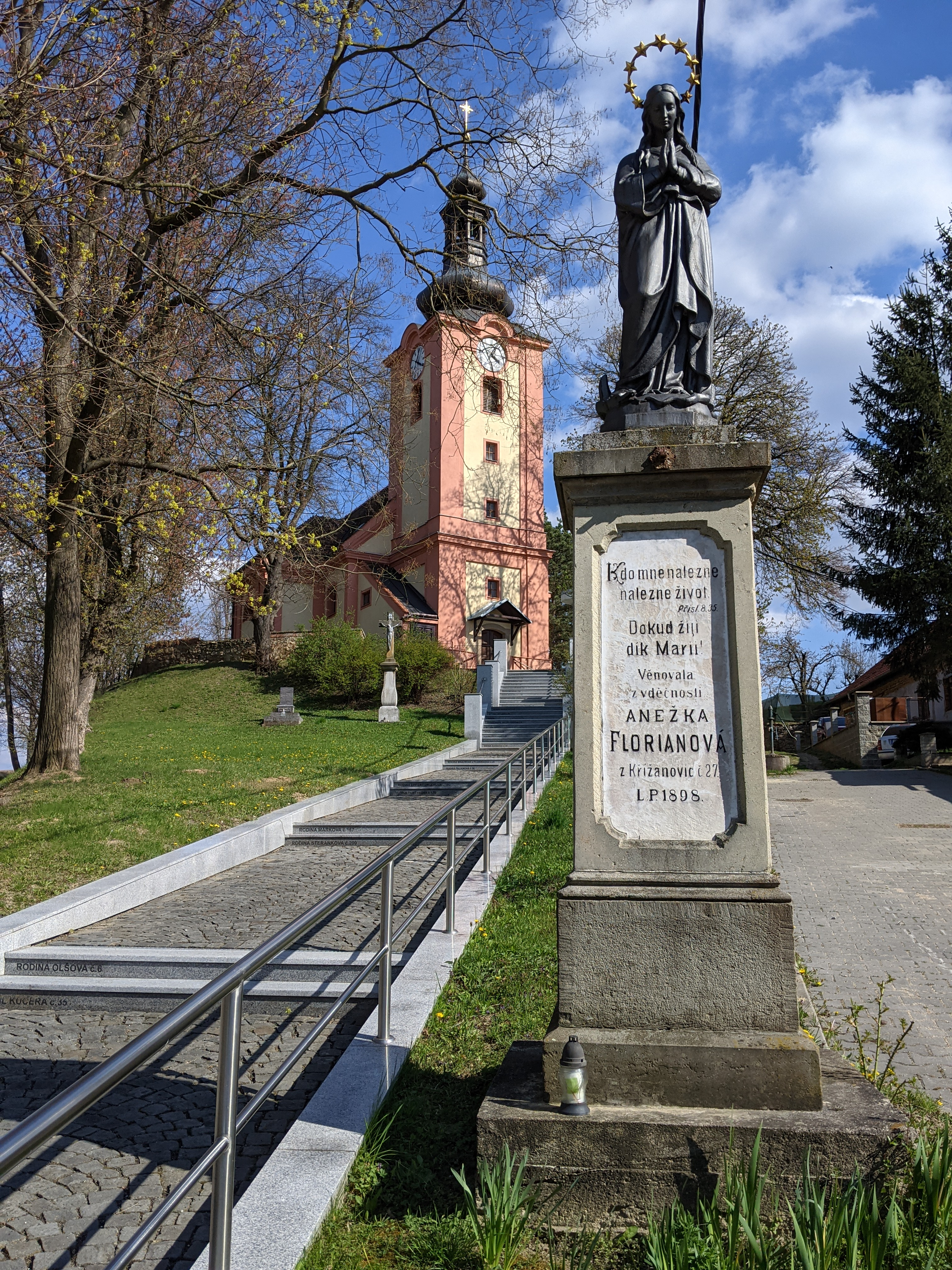
Pfarrkirche

- Pfarrkirche der Mariä Himmelfahrt, der frühbarocke Bau entstand zu Beginn des 18. Jahrhunderts
- Statue des hl. Johannes von Nepomuk, geschaffen 1722
- Betsäule Isidorek, an der Kirche, errichtet im 19. Jahrhundert
- Naturdenkmal Návdavky u Němčan, nordwestlich des Dorfes am Fuße des Vinohrad
- Naturdenkmal Člipy, nordöstlich des Ortes
- Naturschutzgebiet Rašovický zlom-Chobot, südlich von Křižanovice
- Naturschutzgebiete Šévy und Žlíbek, südöstlich des Dorfes